# 송영선 (1919년)
송영선(宋泳璿, 1919년 1월 14일 전북 장수 ~ 1984년 9월 28일)은 제5대 국회의원을 지낸 대한민국의 정치인이다.

## 학력
- 일본 히로시마현 입치중학교 졸업
- 대한민국 국방대학교 행정학사 2기(1957년)

## 약력
- 전라북도 도의회 의원
- 전라북도 장수군 계내면 면장

## 역대 선거 결과
|  | 22.14% |

|  | 27.48% |

|  | 22.29% |